# St. Johannes Baptist (Großschönbrunn)

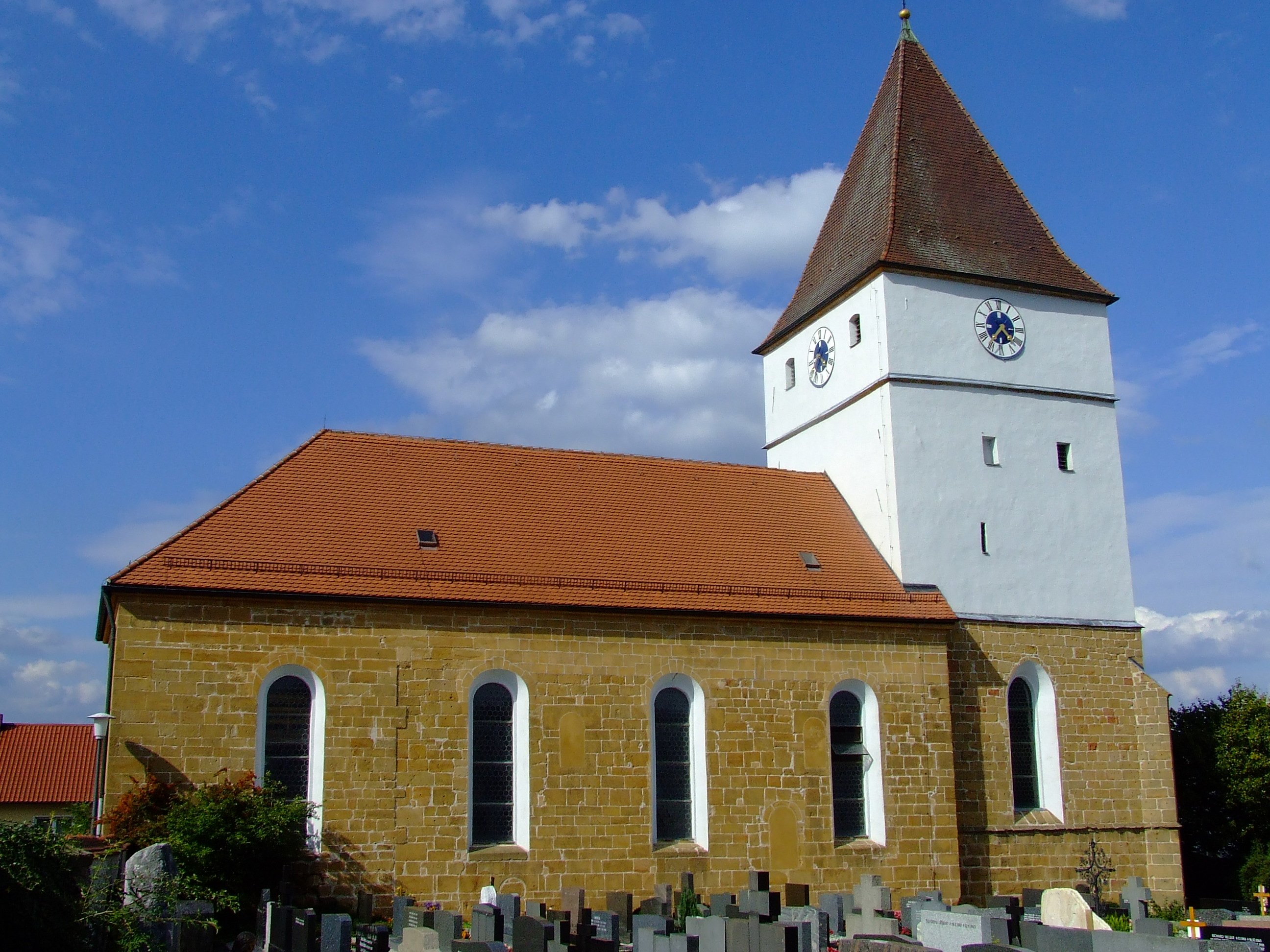
St. Johannes Baptist (Großschönbrunn)

Die römisch-katholische, denkmalgeschützte Pfarrkirche St. Johannes Baptist steht in Großschönbrunn, einem Ortsteil des Marktes Freihung im Landkreis Amberg-Sulzbach in der Oberpfalz. Die Kirche gehört zur Pfarreiengemeinschaft Freihung-Großschönbrunn im Dekanat Sulzbach-Hirschau des Bistums Regensburg. Das Bauwerk ist unter der Denkmalnummer D-3-71-121-12 als Baudenkmal in die Bayerische Denkmalliste eingetragen.

## Beschreibung
Das Langhaus und das untere Geschoss des quadratischen Chorturms, das von Strebepfeilern gestützt wird, sind aus Quadermauerwerk und im Kern romanisch. Die verputzten Obergeschosse des Chorturms und das ihn bedeckende Pyramidendach stammen aus dem 16./17. Jahrhundert. Das oberste Geschoss beherbergt die Turmuhr und den Glockenstuhl, in dem fünf, 1949 von Petit & Gebr. Edelbrock gegossene Kirchenglocken hängen
| Glocke | Name           | läutet                             | Durchmesser | Gewicht | Schlagton |
| ------ | -------------- | ---------------------------------- | ----------- | ------- | --------- |
| 1      | Joseph         | an Festtagen und zu Tod, Begräbnis | 1410 mm     | 1735 kg | d′        |
| 2      | Johannes       | an Sonntagen und zur Wandlung      | 1240 mm     | 1222 kg | e′        |
| 3      | Maria          | zum Engel des Herrn                | 1110 mm     | 808 kg  | fis′      |
| 4      | Dreifaltigkeit | an Werktagen und zur Wandlung      | 0920 mm     | 442 kg  | a′        |
| 5      | Herz Jesu      |                                    | 0810 mm     | 390 kg  | h′        |

Das Langhaus wurde im 18./19. Jahrhundert nach Westen erweitert und über den Bogenfenstern erhöht. Der Innenraum des Langhauses ist mit einer Flachdecke überspannt, die von Hohlkehlen gerahmt wird. Auf der Deckenmalerei ist die Verklärung des Herrn dargestellt. Der Chor, d. h. das Erdgeschoss des Chorturms, ist innen mit einem achtteiligen Kreuzrippengewölbe bedeckt. Zur Kirchenausstattung gehört ein um 1780 gebauter Hochaltar, dessen Altarretabel zwischen vier Säulen die Taufe Jesu zeigt. Die um 1700 aufgestellte Kanzel ist mit Salvator mundi bekrönt.